# Официальная фаворитка

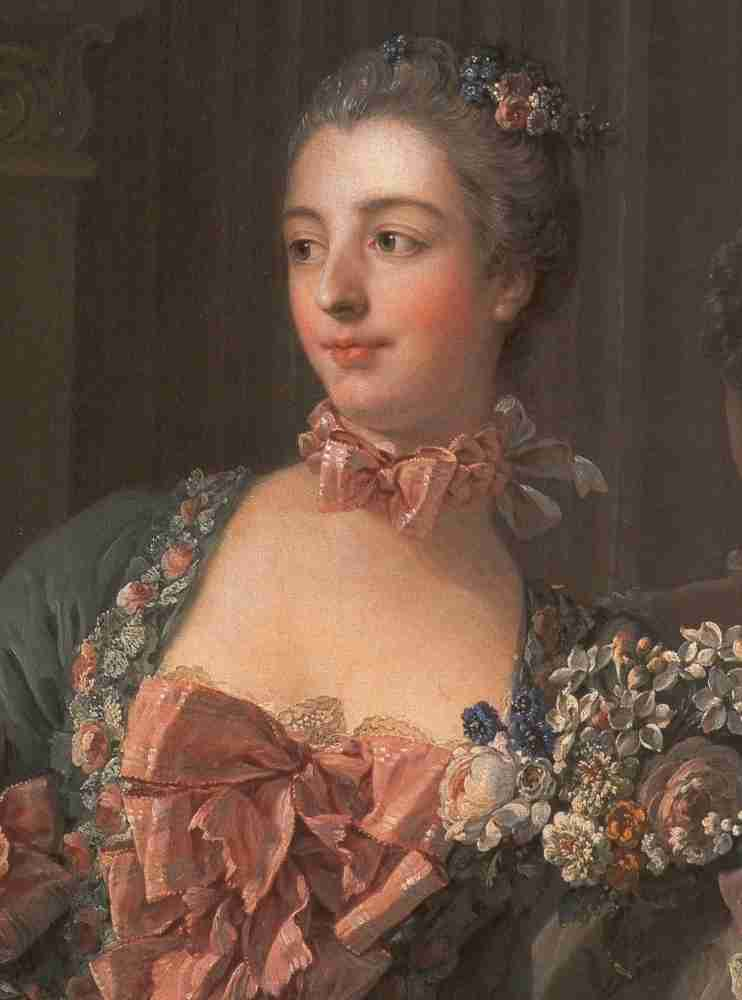
Маркиза де Помпадур — самая известная фаворитка

Официа́льная фавори́тка (фр. Maîtresse en titre) — статус, которым мог наделить король Франции одну из своих возлюбленных. Отличие официальной фаворитки от всех остальных заключалось в том, что она имела возможность влиять на ход политических событий, активно вмешиваться в жизнь королевского двора и даже во внутрисемейные взаимоотношения правящей фамилии. Но так же как и все фаворитки не имели статуса официальной супруги монарха, королевы, соответственно это накладывало юридические сложности при установлении официального статуса их детей, и такие дети считались внебрачным потомством.  

## История появления термина
В Средневековой Франции женщине отводилась ограниченная роль хранительницы очага. Вплоть до XV века окружение короля складывалось преимущественно из рыцарей, и для них при дворе содержался бордель. Лишь при Анне Бретонской возник институт фрейлин, при последующих королевах дамский двор увеличивался в размерах и происходила всё большая феминизация королевского двора. Отныне король и его придворные довольствовались не продажными девицами из низших слоёв населения, но обществом утончённых дам. Не в последнюю очередь из санитарных соображений (в то время на территории Франции вспыхнула эпидемия сифилиса), придворные подбирали королю единственную возлюбленную из числа придворных дам.
В эпоху абсолютизма браки членов королевской семьи были делом сугубо государственным, призванным укрепить союз между двумя странами. Нередко договор о браке заключался задолго до совершеннолетия наследника престола, ни о каких личных симпатиях речь обычно не шла. Главной функцией королевы было, помимо укрепления межгосударственных связей, продолжение королевской династии. За исключением нескольких блестящих правительниц, как Екатерина Медичи и Мария-Антуанетта, оставивших заметный след в истории Франции, супруга короля обычно оставалась в тени, не вмешиваясь в политические дела, и часто посвящала себя религии.

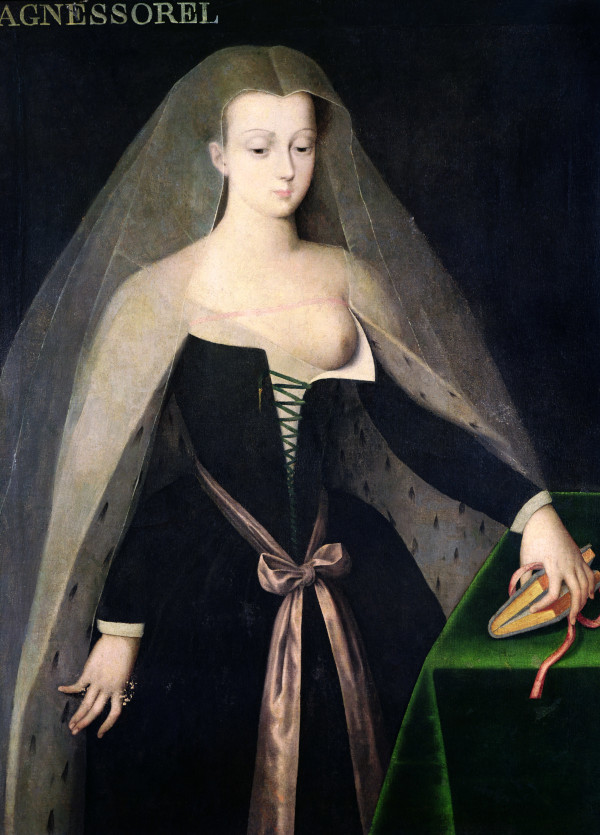
Аньесс Сорель — первая официальная фаворитка

Руководствуясь личными предпочтениями, король обычно выбирал себе в любовницы привлекательных и образованных дам из своего окружения, в том числе из числа фрейлин королевы. Помимо половых отношений с государем, фаворитка нередко играла важную роль в управлении страной. Поскольку фаворитки обычно были дамами знатного происхождения, получившими прекрасное образование и воспитание, их отличали прогрессивные взгляды на многие вещи, которые они, заручившись поддержкой короля, стремились воплотить в обществе. Они не только являлись законодательницами моды и культурных традиций при дворе, но и активно занимались политикой, зачастую фактически перенимали бразды правления в свои руки. Подчас фаворитки были лишь изящным инструментом в руках могущественных людей Франции, с помощью которого они могли влиять на решения короля.
Однако фаворитка могла столь же быстро впасть в немилость короля, сколь быстро она завоевала его расположение. Позиция её была нестабильна, так как король часто менял любовниц, поэтому самые тщеславные из них старались во что бы то ни стало укрепить свою власть при дворе и женить короля на себе. Хотя среди королевских любовниц встречались и порядочные женщины, практически все они имели плохую репутацию, а вместе с тем и множество врагов и соперниц.
Прообразом официальной фаворитки называют любовницу Карла VII — Аньес Сорель, которую тот наградил официальным статусом королевской фаворитки. Статус давал Аньес ряд преимуществ: в частности, ей прислуживали, как принцессе, и она носила самый длинный после королевы шлейф (длина шлейфа в Средние века и в эпоху Ренессанса определялась статусом женщины). Король подарил Сорель сеньорию Боте-сюр-Марн с правом ношения этого имени, потом и другие владения, в частности за́мок Иссудён в Берри и владение Вернон в Нормандии. Помимо всего прочего, Аньес Сорель активно вмешивалась в политику и добилась для своих родственников титулов и должностей при королевском дворе. По одной из версий Сорель была предумышленно отравлена ртутью.
Однако моментом возникновения термина «официальная фаворитка» всё же считается период правления Франциска I. Отныне в должность официальной фаворитки посвящали в присутствии всего королевского двора — так король давал понять, что это не мимолётное увлечение, а акт высшего доверия к конкретной женщине. По мнению французского историка Ги Шоссинан-Ногаре, культ фаворитки при французском дворе — выродившаяся рыцарская традиция поклонения Прекрасной Даме.

## Знаменитые фаворитки Франциска I

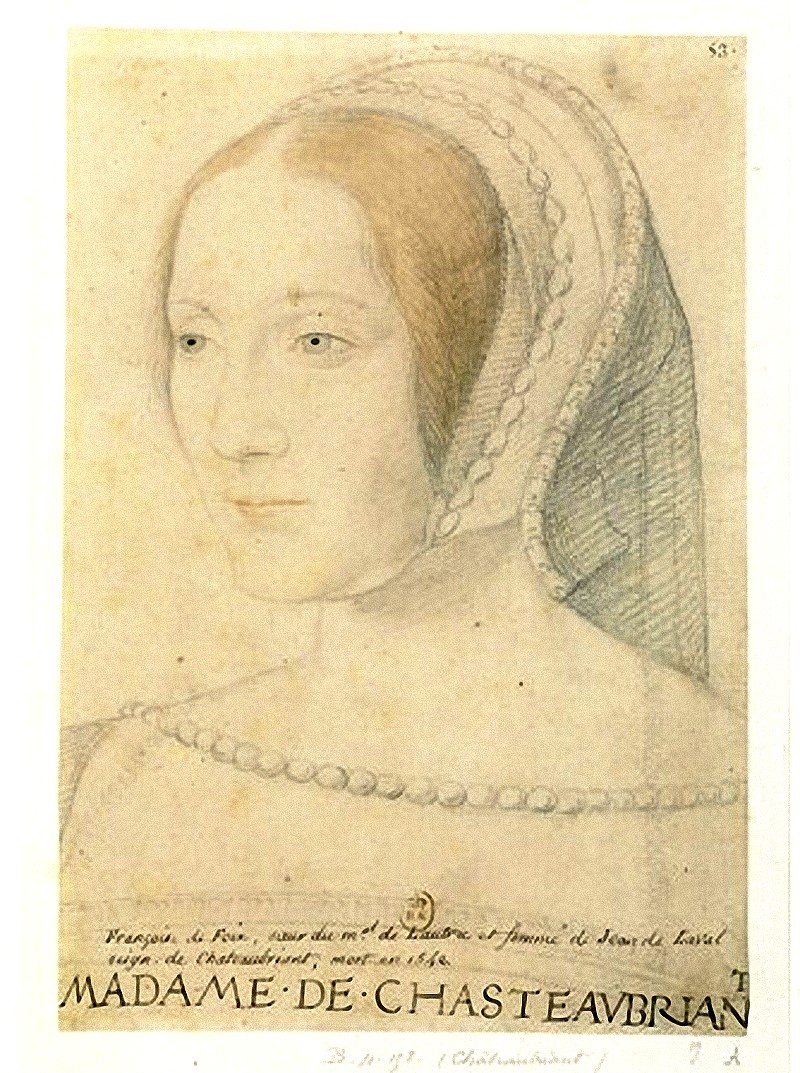
Франсуаза де Фуа

Первой официальной дамой сердца Франциска I стала Франсуаза де Шатобриан в 1517 году. Графиня отличалась красотой и скромностью, и использовала личные отношения с королём лишь для продвижения своих родственников на высокие должности. Эти назначения в дальнейшем оказались ошибочными, к примеру, брат Франсуазы был одним из виновников поражения при Павии. После освобождения Франциска из испанского плена в 1526 году, его мать, Луиза Савойская, решила сдвинуть с поста независимую фаворитку, заменив её на юную Анну де Пислё. Между фаворитками развернулась двухлетняя борьба за любовь короля, в которой проиграла графиня де Шатобриан, оскорблённая предложением короля стать его второй возлюбленной. В 1532 году Франциск на три недели возобновил отношения с Шатобриан, однако их связь на этом закончилась.

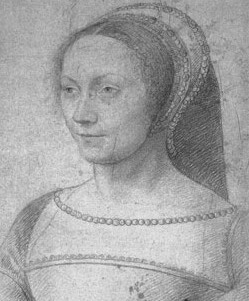
Анна д’Этамп

Чтобы устроить Анну де Пислё лучшим образом, Франциск выдал девушку замуж за Жана де Бросса, которому дал титул герцога Этампа и Шеврёза. После смерти Луизы Савойской в 1531 году король полностью попал под влияние своей фаворитки. Она преуспела не только на артистическом поприще, но и в политических делах Франции, расставив преданных ей людей на важнейших постах. Герцогиня д’Этамп добилась даже отставки самого видного политика эпохи Франциска I — коннетабля Монморанси, сторонника Дианы де Пуатье, фаворитки будущего короля Франции Генриха II. После смерти Франциска в 1547 году и восхождения на трон его преемника, Анна д’Этамп была вынуждена покинуть двор и провела остаток своей жизни в одиночестве.

## Официальная фаворитка Генриха II

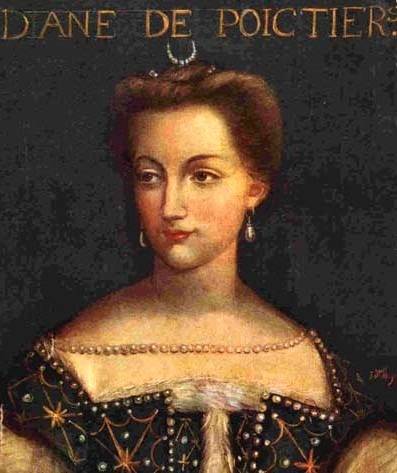
Диана де Пуатье

Фаворитка Генриха II, вдова Диана де Пуатье, была старше своего возлюбленного на 20 лет, но обладала необычайной красотой, которая с годами не увядала, а всё более расцветала. Современники сравнивали её с богиней, сошедшей с Олимпа, чтобы очаровать принца. Сама Диана культивировала образ божества и всячески эксплуатировала этот образ для того, чтобы добиться почитания и любви могущественных особ и народа. Ещё при правлении Франциска I Диану сравнивали с Артемидой, символизирующей целомудрие, которой противопоставляли Венеру (герцогиню д’Этамп), олицетворяющую плотскую чувственность. Долгое время придворные считали, что Диану и Генриха связывают исключительно платонические отношения, а сама она является королю подобием матери и мудрой наставницы.
После восхождения Генриха на престол Диана всецело захватила власть в свои руки. Де Пуатье фактически заменила законную королеву Екатерину Медичи, став истинной правительницей государства. Как отмечает Ги Шоссинан-Ногаре, никогда в истории монархии никакой фаворитке не удавалось достичь такого абсолютного и эффективного воздействия на королевскую особу, а тем более убедить иностранных государей в своём всемогуществе, как Диане де Пуатье. Она не только расставила своих людей на главных постах государства, но и активно вмешивалась в международные отношения. Фаворитка вела переписку с иностранными послами и даже с Папой Римским. По совету Дианы король подписал Като-Камбрезийский мир, положивший конец Итальянским войнам и закрепивший границы Франции. Кроме того, существует мнение, что именно она внушила королю ненависть к гугенотам.
Правление Дианы де Пуатье закончилось в 1559 году, когда Генрих II был случайно убит на турнире графом де Монтгомери. Екатерина Медичи отобрала у фаворитки все драгоценности и поместья, подаренные ей королём, в том числе замок Шенонсо. Диана де Пуатье удалилась в свой замок Ане, где и провела остаток жизни.

## Правление Франциска II, Карла IX и Генриха III

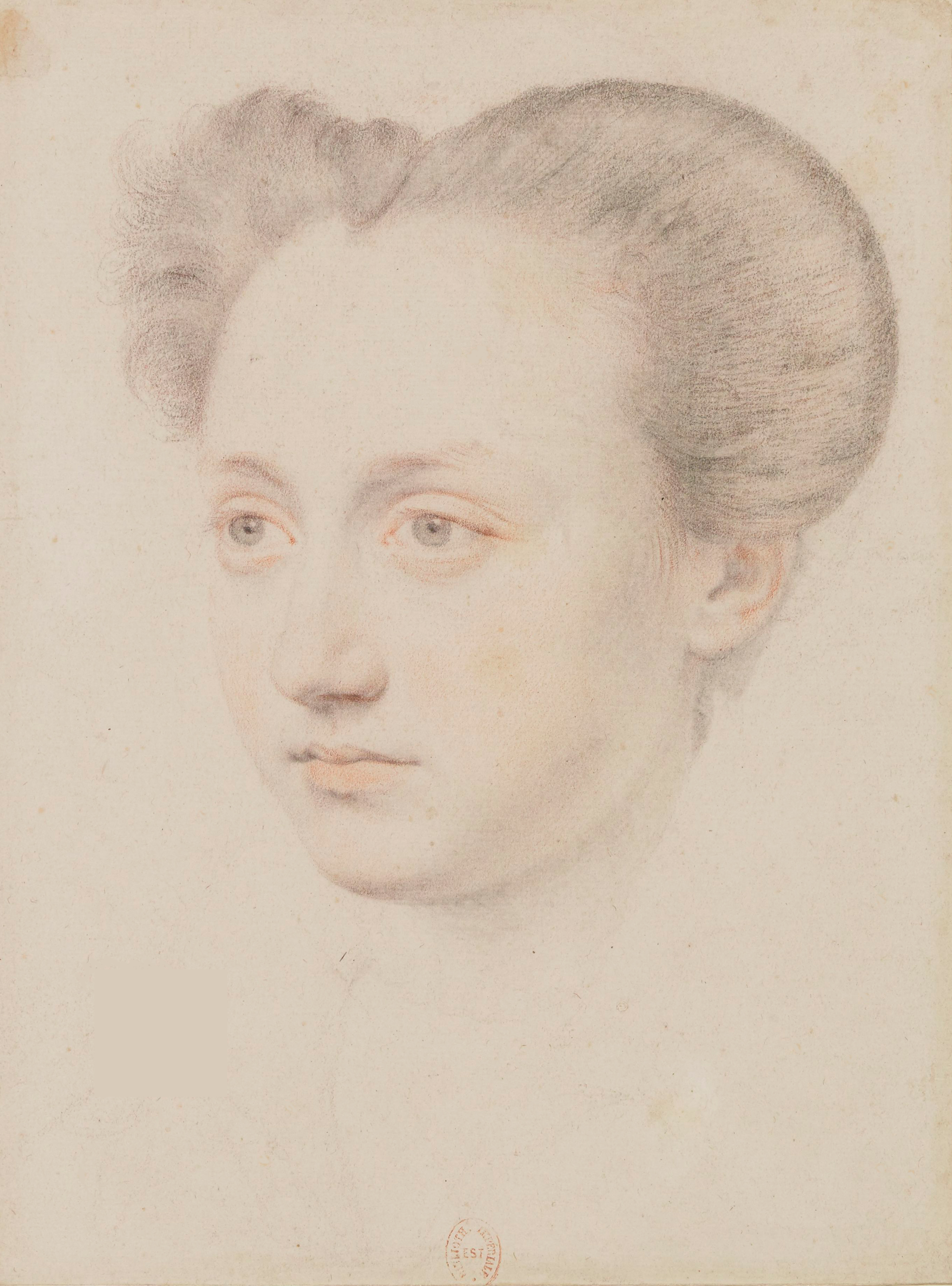
Мария Туше

Период правления последних трёх представителей династии Валуа ознаменовался отсутствием влиятельных фавориток. На протяжении 20 лет страной правила королева-регентша Екатерина Медичи, которая любой ценой пыталась удержать монархию и династию Валуа на троне.
Старший сын Франциск II, не доживший до 17-летия, души не чаял в своей жене Марии Стюарт.
Второй сын, Карл IX, взошедший на престол в возрасте 10 лет, как и его старший брат, был не в состоянии управлять государством самостоятельно. Влюблённый во вдову брата Марию Стюарт, Карл до 16 лет оставался девственником. В 1566 году Карл встретил во время охоты в Орлеане фламандку Мари Туше, отношения с которой он сохранил до своей смерти. Мари была гугеноткой, и, по мнению Ги Бретона (автора исторических романов о любовных похождениях французских королей), именно она стала причиной Варфоломеевской ночи: благодаря её влиянию на короля, Карл установил дружеские отношения с одним из вождей гугенотов — адмиралом Колиньи, — что не понравилось Екатерине Медичи. Королева-мать распорядилась о покушении на Колиньи, однако попытка оказалась неудачной и переросла в массовую резню гугенотов. Однако существует другое мнение, что фаворитка обладала кротким нравом и ни в коей мере не вмешивалась в ход религиозных войн.
Третий сын Екатерины Медичи, Генрих III, имел любовные связи с придворными дамами, однако был влюблён в Марию Клевскую, жениться на которой ему запретила мать. Из-за несчастной любви и скоропостижной смерти Марии, Генрих потерял интерес к женщинам. Также ему приписывают гомосексуальные связи. Именно при последнем из Валуа появился термин «миньоны», обозначавший королевских фаворитов мужского пола преимущественно нетрадиционной сексуальной ориентации.

## Фаворитки Генриха IV
О любвеобилии первого короля из династии Бурбонов слагались легенды. Ему приписывают фразу «Иметь одну женщину — значит, ударяться в целомудрие», которая в полной мере даёт характеристику признанному ловеласу. Список любовниц Генриха IV насчитывает более 50 дам, однако статуса официальной фаворитки удостоились лишь две из них.
Первой женщиной, сумевшей надолго привязать к себе Генриха, была Диана д'Андуэн, прозванная «прекрасной Коризандой» в честь героини цикла рыцарских романов об Амадисе. Диана была для него не только любовницей, но и мудрой наставницей, которая оказывала ему как духовную, так и материальную поддержку. Их связь практически сошла на нет к моменту вступления Генриха на престол.

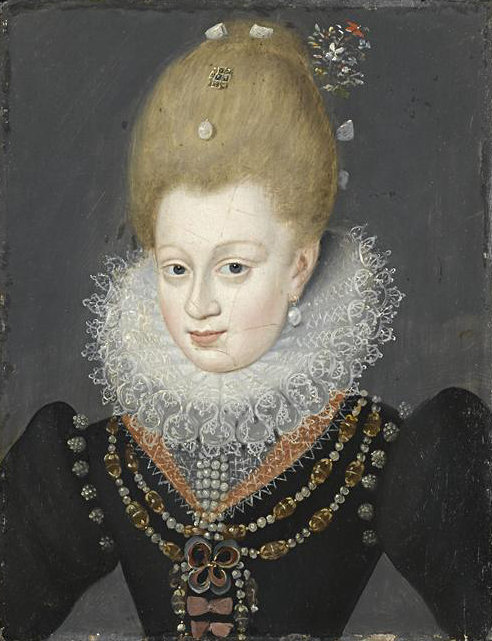
Габриэль д’Эстре

Первой официальной королевской фавориткой Генриха IV стала Габриэль д’Эстре. Несмотря на наличие законной королевы, фаворитка всюду сопровождала короля, даже в военных кампаниях, будучи на сносях. От Генриха Габриэль родила четырёх детей, которые были признаны законными детьми короля.
Королевская фаворитка была католичкой и, пытаясь уладить конфликт протестанта Генриха с Католической лигой, потихоньку сумела уговорить короля сменить веру. В 1593 году Генрих IV принял католицизм, а пятью годами позже подписал Нантский эдикт, даровавший гугенотам свободу вероисповедания и положивший конец затяжным Религиозным войнам.

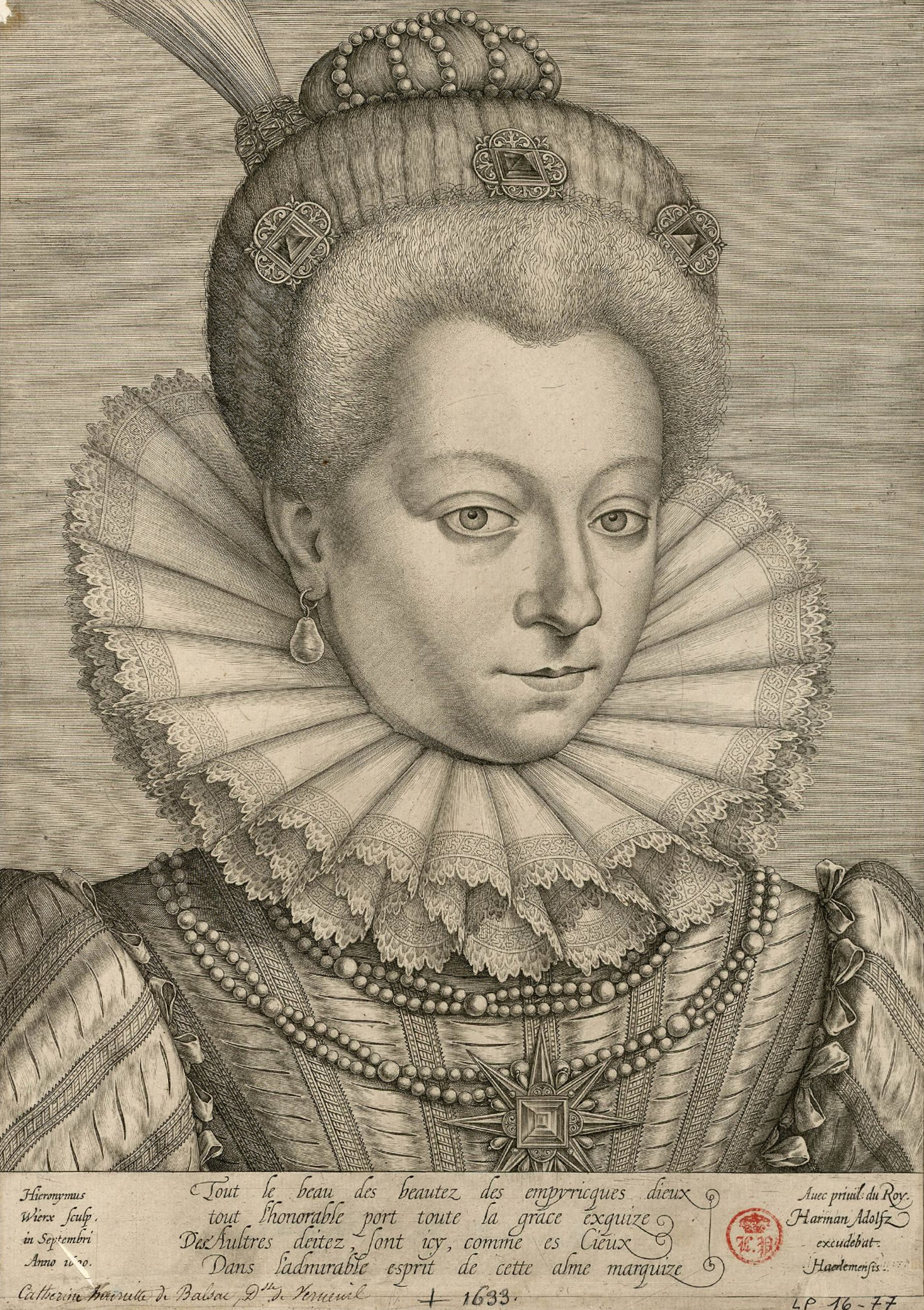
Генриетта д’Антраг

После аннулирования брака с Маргаритой, Генрих IV собирался жениться на д’Эстре, когда та неожиданно скончалась. По одной из версий фаворитка была отравлена придворными, которые были заинтересованы в заключении брака короля с Марией Медичи.
Носивший траур по д’Эстре король спустя некоторое время нашёл утешение в лице Генриетты д’Антраг, чьей матерью была Мари Туше — бывшая любовница короля Карла IX. Семья будущей фаворитки умело спекулировала невинностью Генриетты. В конечном счёте девственность девушки была продана за сто тысяч экю, титул маркизы и письменное обещание короля жениться. Страстно влюблённый Генрих согласился на все условия, с оговоркой, что женится на Генриетте лишь в том случае, если она подарит ему наследника престола (на тот момент у почти пятидесятилетнего короля не было официальных наследников). У фаворитки случился выкидыш, благодаря которому Генрих IV смог беспрепятственно жениться на Марии Медичи, рассчитывая тем самым избавить Францию от долгов.
Отношения д’Антраг и королевы никогда не отличались дружелюбием, в скором времени ухудшились и отношения фаворитки с королём. Семья д’Антраг утверждала, что брак короля с Маргаритой де Валуа не был аннулирован, следовательно, Мария Медичи не могла считаться законной женой, а дети, ею рождённые, являлись бастардами. Брат (герцог Ангулемский) и отец фаворитки вступили в новый заговор, который был раскрыт. В 1605 году был оглашён приговор, согласно которому герцог Ангулемский и д’Антраг осуждались на смертную казнь, Генриетта — на заключение в монастыре. Благодаря расположению короля все трое были помилованы, а Генриетте было позволено вернуться в Париж.

## Фаворитки Людовика XIV
Предшественник Людовика XIV, его отец Людовик XIII, как предполагают некоторые историки, был гомосексуалом, проводившим время в компании своих миньонов. С приходом к власти Людовика XIV, наступила самая блистательная часть Великого века — так называемый Галантный век. «Король-солнце» стал олицетворением периода культурного и политического расцвета Франции, в годы его правления страна стала одной из самых могущественных держав в мире. Одним из основных принципов эпохи роскоши и развлечений было галантное обращение к даме, чем в совершенстве владел король.

### Луиза де Лавальер

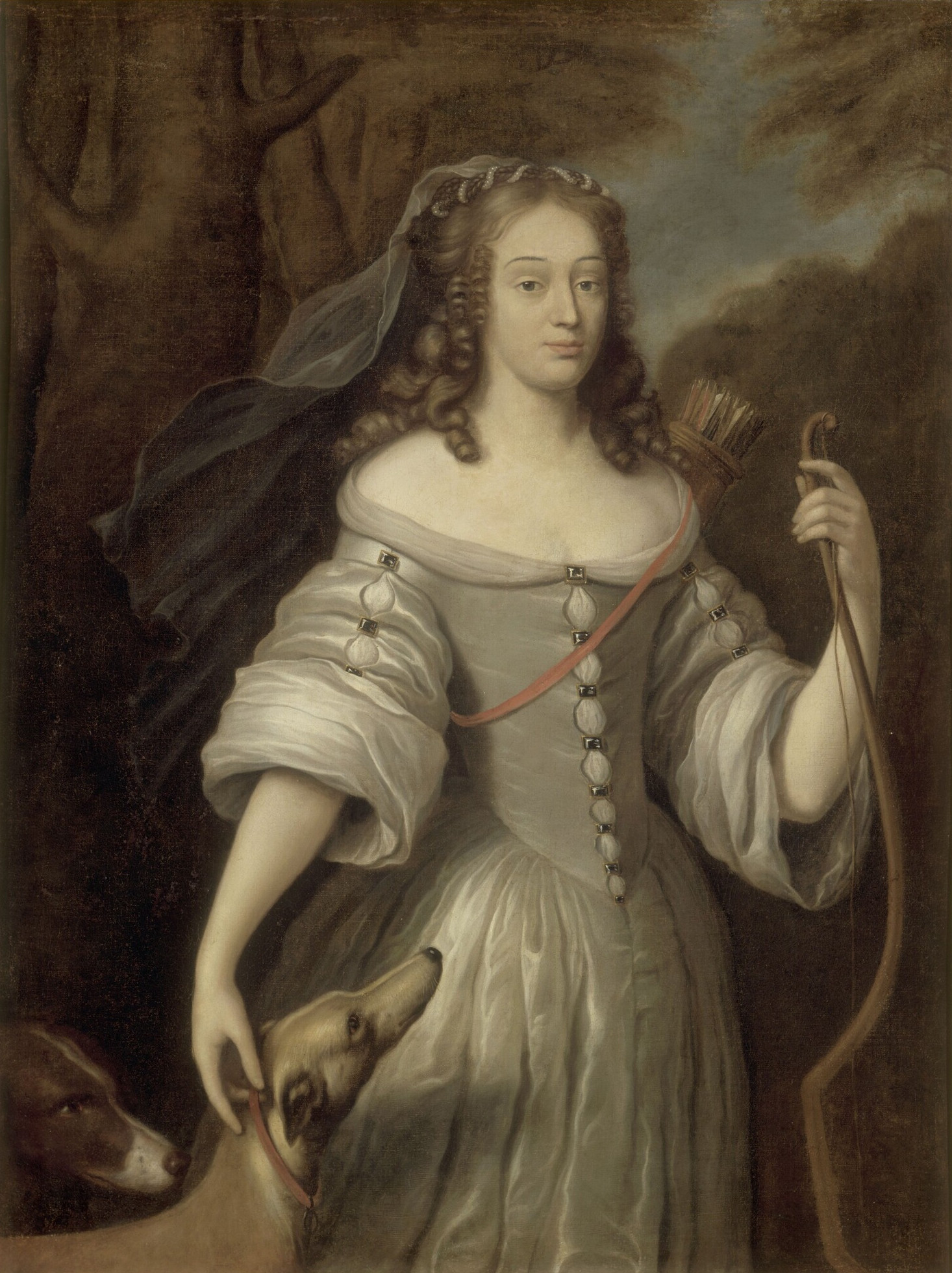
Луиза де Лавальер

Официальной фавориткой была признана Луиза де Лавальер. Первоначально она была фрейлиной принцессы Генриетты Стюарт.
Наружность Луизы была скорее заурядной, нежели привлекательной, впрочем, оставляли желать лучшего и её скромные таланты. Однако это была добрая, совестливая женщина, рядом с которой король находил отдохновение. Своего высокого положения фаворитка стыдилась и старалась нечасто бывать на светских мероприятиях.
Благодаря Луизе (вернее — в честь их любви) король начал перестраивать Версальский дворец, который до этого был лишь небольшим охотничьим замком его отца.
У Лавальер было от короля четверо детей, из которых осталось в живых двое: Мария Анна де Бурбон, мадемуазель де Блуа, и граф Вермандуа. Оба ребёнка считались законными детьми короля — де Блуа впоследствии вышла замуж за принца де Конти, а Вермандуа с младенчества стал адмиралом Франции.
Когда Людовик XIV приблизил к себе мадам де Монтеспан, Лавальер удалилась от двора и приняла постриг в монастыре кармелиток, в Париже.
Роман Дюма «Виконт де Бражелон, или Десять лет спустя», а также фильм «Человек в железной маске» предлагают свои версии любви Лавальер и Людовика.

### Атенаис де Монтеспан

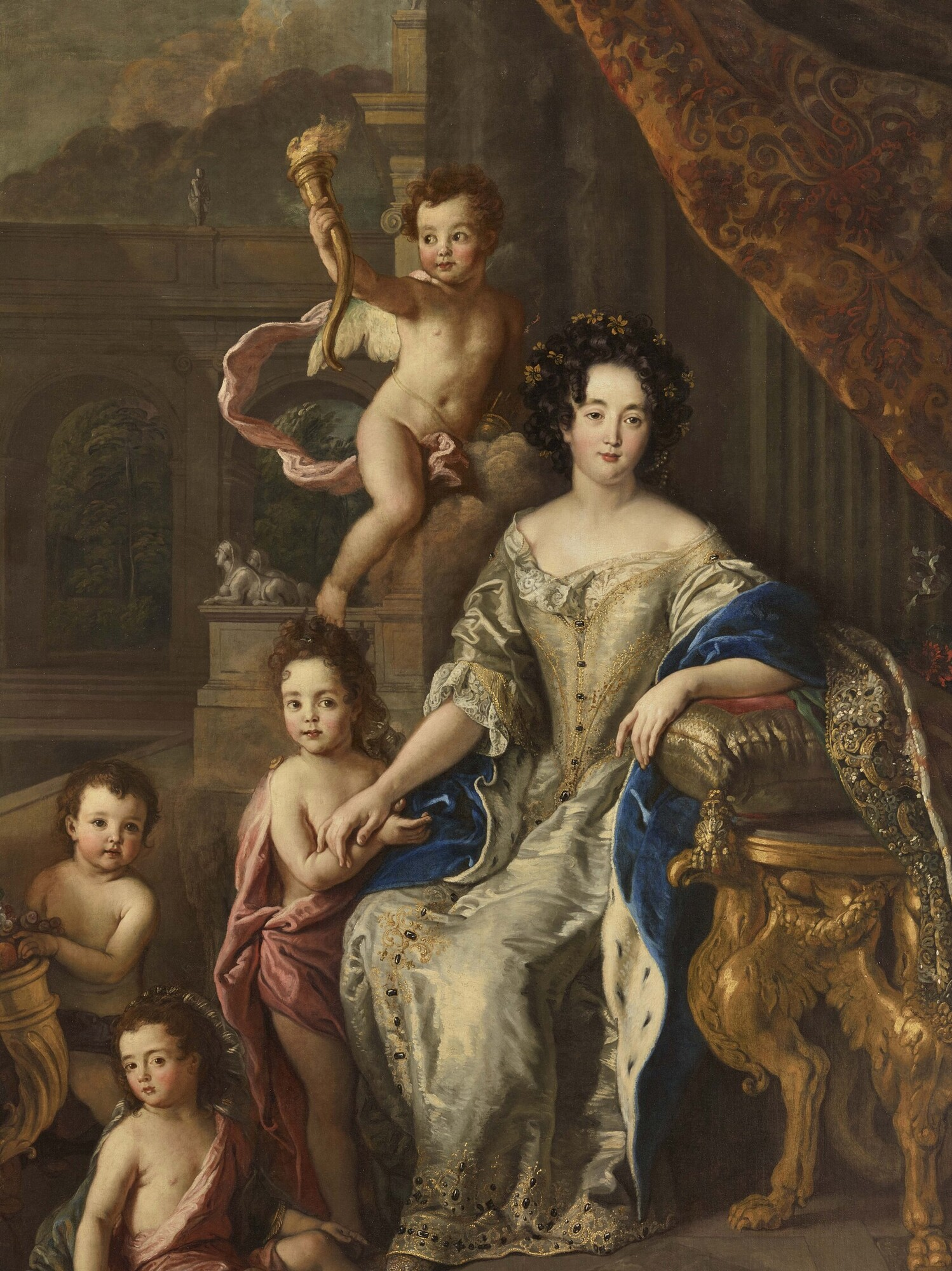
Атенаис де Монтеспан (Афина с Испанской горы)

Скромную Лавальер вытеснила Атенаис де Рошешуар, маркиза де Монтеспан, женщина, которую с уверенностью можно называть «человеком эпохи барокко».
Монтеспан была полной противоположностью Лавальер. Это была статная, крупная, невероятно красивая и остроумная женщина. Её дорогие и вычурные наряды часто подвергались сатире: «Золотое золото на золотом».
Тщеславная, она полностью подчинила себе жизнь двора и даже занимала в королевском дворце Сен-Жермен ан Ле 20 комнат (королева — только 10). Позволяла она себе и другие отступления от этикета: носила самый длинный во Франции шлейф, принимала вместе с королём делегации дипломатов и, разумеется, раздавала придворные и государственные должности.
Несмотря на то, что вся Европа воспринимала Монтеспан как «истинную королеву Франции», Людовик оставил её, увлёкшись молодой и неумной красавицей — Анжеликой де Фонтанж. (Последняя вошла в историю лишь благодаря своему нечаянному изобретению — причёске Фонтанж).
Недруги поговаривали, что Монтеспан в своём желании вернуть себе былую власть дошла до того, что принялась посещать «чёрные мессы», что, впрочем, ей не помогло. (Впоследствии маркиза проходила по делу знаменитой ведьмы Монвуазен). После этого проступка, несовместимого с высоким званием официальной (хотя и отставной) фаворитки, Монтеспан потеряла расположение короля. Несмотря на это, она жила при дворе до 1691 года, и король продолжал бывать у неё, высоко оценивая её остроумие и умение развлечь его. После того, как она покинула двор, она занялась благотворительностью, тратя на это большую часть пансиона, который король выделял ей до самой её смерти. Она скончалась в почтенном возрасте, находясь на водах в Бурбон-л'Аршамбо.
Монтеспан родила королю семерых детей, шестеро из них были официально признаны королём, до взрослого возраста дожили только четверо. Кстати, воспитанием королевских детей занималась скромная вдова поэта Скаррона — Франсуаза д´Обинье. Ей удалось сделать то, что не удалось даже маркизе Монтеспан — она вышла за короля замуж.

### Франсуаза де Ментенон

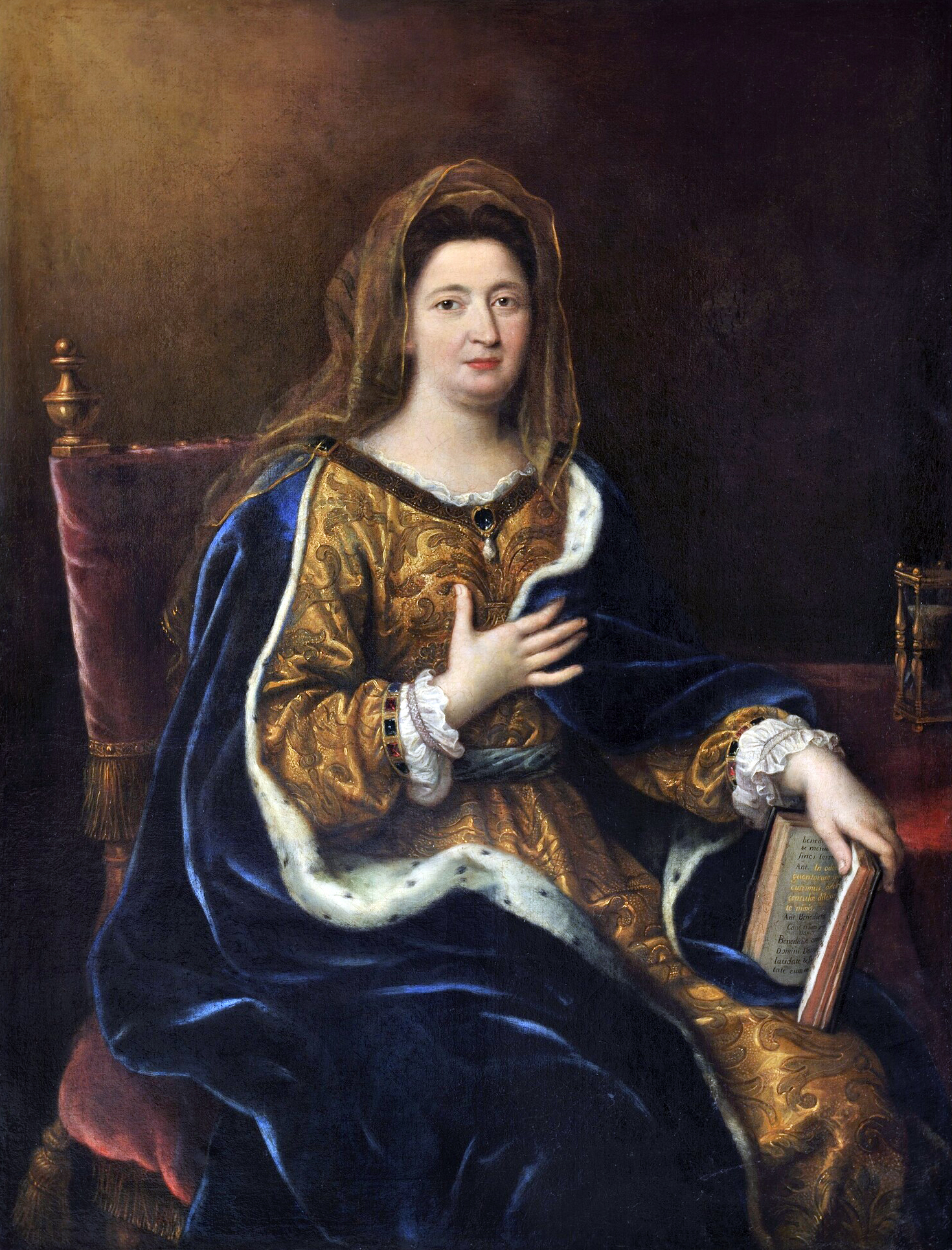
Франсуаза де Ментенон

Эту женщину Людовик заметил в доме Монтеспан — Франсуаза д´Обинье работала в качестве воспитательницы королевских детей. Став официальной фавориткой под именем мадам де Ментенон, Франсуаза принялась воспитывать и самого короля.
Эпоха балов и чувственных удовольствий при дворе закончилась: король постоянно постился, читал духовную литературу и проводил вечера в душеспасительных беседах. Ментенон не ограничивалась двором — в Париже была создана так называемая «полиция нравов», штрафовавшая дам за глубокие декольте.
Ментенон фактически была доверенным лицом короля. Она была в курсе многих дел и событий, правда, король, как и прежде, не допускал участие фаворитки в государственных делах. В Версальском дворце маркиза сидела в кресле в присутствии Людовика, его сына — наследника престола, его брата, английских коронованных особ. При этом Ментенон избегала дорогих нарядов и не носила драгоценностей, но одевалась со вкусом и довольно скромно, не по возрасту. Попасть на приём к маркизе было не легче, пожалуй, чем к самому королю.
Борьба с «ересью» (одна из главных задач этой фаворитки) требовала воспитания дворянства в католическом духе. С этой целью Ментенон создала в 1686 году учебное заведение для девушек из небогатых дворянских семей. Находилось оно в Сен-Сире, неподалёку от Версаля.
Король до такой степени доверял Франсуазе, что она стала его супругой. Они обвенчались с Людовиком XIV (1683), но фаворитка так и не была официально признана королевой.

## Правление «трёх юбок»

Луиза де Мальи

Эпоху Людовика XV и весь XVIII век часто называют[кто?] «веком женщин» из-за сильного влияния фавориток на политику, науку, искусство.
В отличие от своего прадеда Людовика XIV, король был весьма далёк от насущных проблем современности и к государственным делам относился с равнодушием.

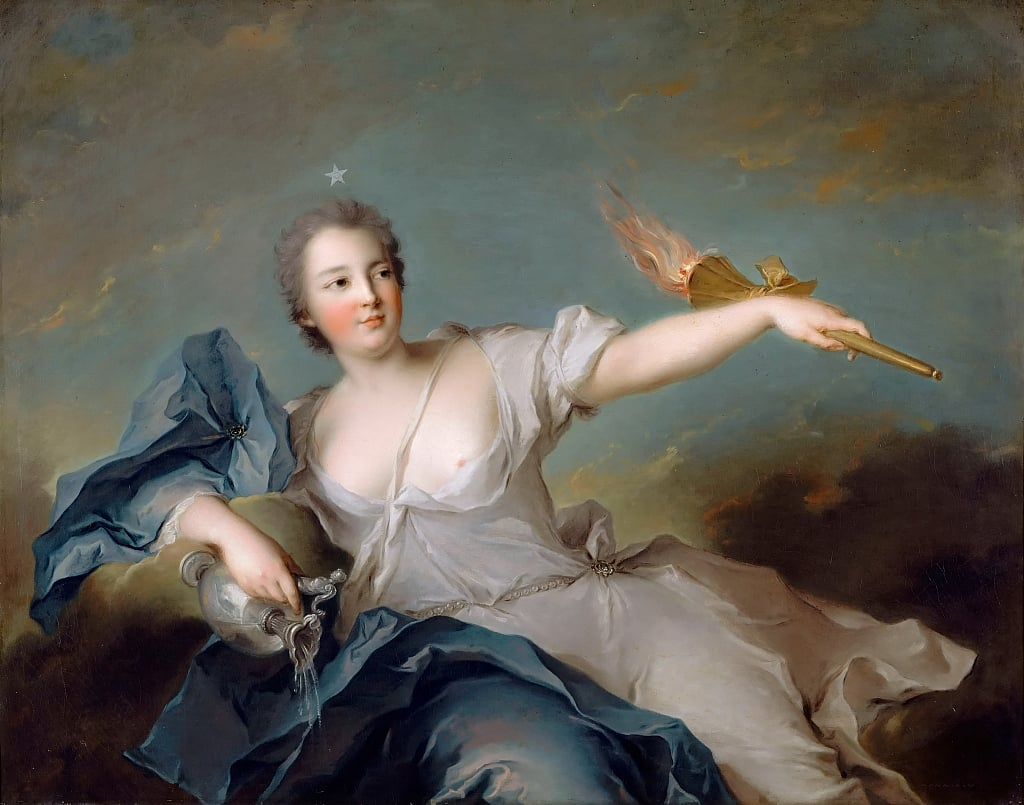
Мари-Анн де Шатору

Прусский король Фридрих II в шутку назвал царствование своего соседа «правлением трёх юбок». Термин стал расхожим определением целой эпохи.
Вопрос о том, кем же были эти «три юбки», не имеет однозначного ответа. Дело в том, что мнение авторов статей по этому поводу постоянно расходится: две «юбки» — это маркиза де Помпадур и её предшественница Мари-Анн де Шатору, а в качестве третьей называют то Луизу де Майи-Нель, то её сестру — Полину-Фелицию де Вентимиль, то скандально известную графиню Дюбарри. Однако Дюбарри появилась у короля уже после того, как Фридрих отпустил свою остроту по этому поводу. Стало быть, под «первой юбкой» Фридрих подразумевал де Мальи или Вентимиль (сёстры до замужества носили фамилию де Нейль).
Известно, однако, что де Мальи не интересовалась политикой, тогда как маркиза Полина де Вентимиль умело подчиняла себе волю короля и активно вмешивалась в политику.
Она не просто пыталась быть доверенным лицом Людовика, но и боролась со всесильным кардиналом Флёри — первым министром, другом и воспитателем короля. Однако завершить начатое ей помешала смерть от родильной горячки (есть предположение, что фаворитка была отравлена).

### Маркиза де Помпадур

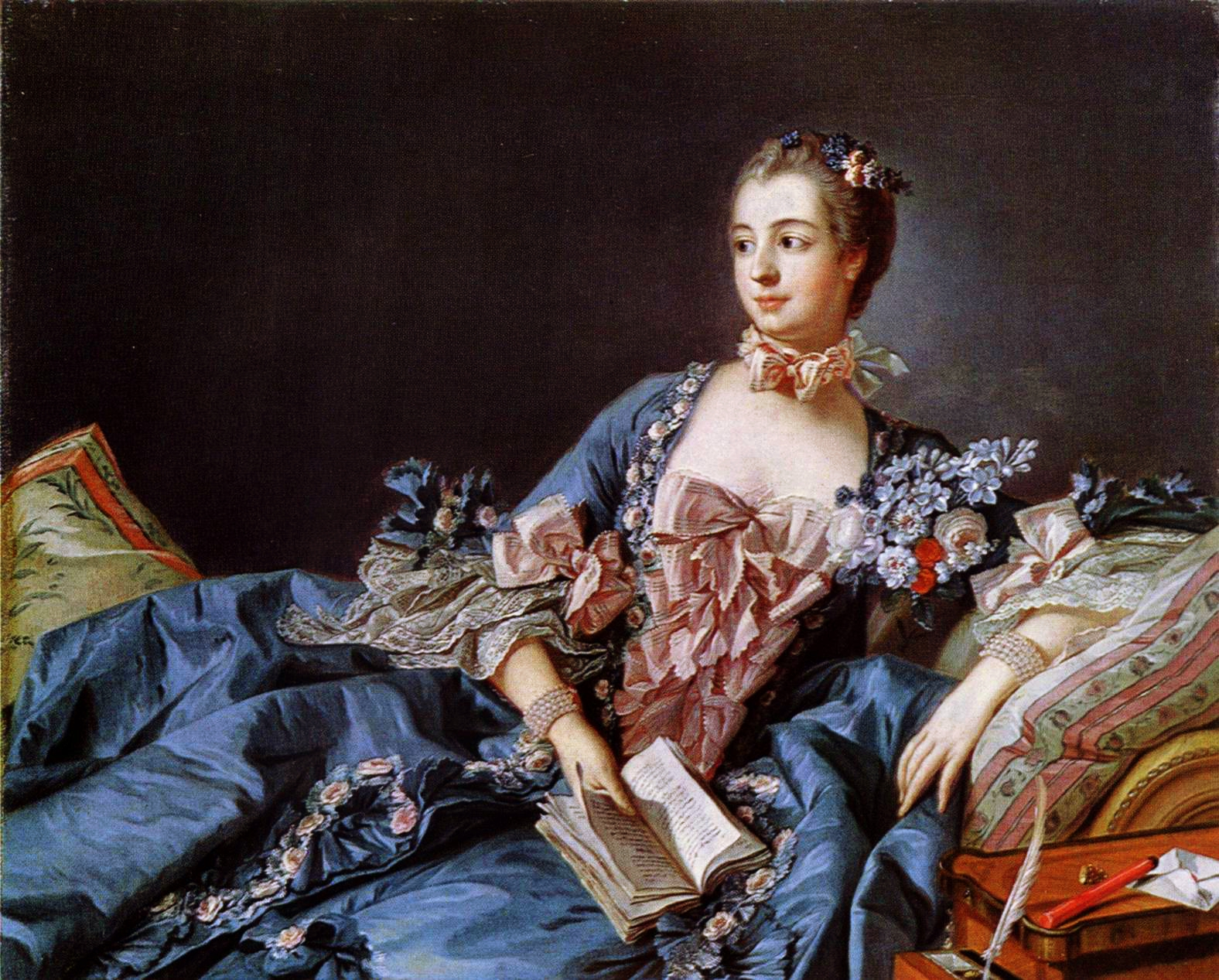
Маркиза Помпадур — муза Буше

Вышедшая из буржуазной среды Жанна-Антуанетта Пуассон, д’Этиоль, маркиза де Помпадур (1721—1764) сумела стать символом целой эпохи — король часто передавал управление государственными делами своей энергичной фаворитке.
После охлаждения чувств Людовика XV к фаворитке они на долгие годы остались друзьями. После смерти кардинала Флёри король поочерёдно попадал под влияние своих фавориток, а с 1745 года всецело подчинился маркизе де Помпадур, искусно потворствовавшей низменным инстинктам короля и разорявшей страну своей расточительностью.
Помпадур заменяла короля на заседаниях, приёмах и многочисленных совещаниях. Именно ей, а не Людовику, принадлежит идея сближения с Австрией накануне Семилетней войны. Даже письма австрийской императрицы обращены Маркизе. Семилетнюю войну иногда называют «войной разгневанных женщин», имея в виду тот факт, что Фридрих II воевал против трёх «валькирий» — Елизаветы Петровны, Марии Терезии и маркизы де Помпадур.
В своей политике Помпадур опиралась на немногочисленных, но верных сторонников, в число которых входил виднейший французский политик — Шуазёль. Как и все люди, опьянённые властью, Помпадур иной раз проявляла политическую близорукость. К примеру, стремясь поддержать своего сторонника Шарля де Роган-Субиза, Помпадур назначила его командовать французской армией. Де Субиз не только проиграл опытному стратегу Фридриху II, но и растерял в Германии свою армию.
Опасаясь, что какая-нибудь честолюбивая и умная красавица может заменить её, Помпадур стала самостоятельно подбирать для Людовика юных любовниц. Так возник скандально известный «Олений парк» — небольшой особняк, где король и принимал своих возлюбленных.
Скончалась маркиза от лёгочного заболевания в возрасте 43 лет, что даже по меркам XVIII столетия считалось ранней смертью.

### Мадам Дюбарри

Мадам Дюбарри

Жанна Бекю была незнатного происхождения и до знакомства с королём Франции успела побывать проституткой, модисткой, а затем содержанкой графа Дюбарри. Людовик XV, приблизив Жанну к себе, устроил её брак с братом графа Дюбарри и в 1769 году представил ко двору.
Министр Шуазёль тщетно старался её низвергнуть и вызвал этим только своё собственное падение. Хотя она мало вмешивалась в правительственные дела, но способствовала возвышению герцога д’Эгильона.
Её неряшливость и небрежность, хотя и смущали весь двор, но на некоторое время её «личный небрежный стиль» вошёл в большую моду. Возвышению Дюбарри противились также дочери Людовика XV и юная дофина Мария-Антуанетта.
Примечателен тот факт, что даже императрица Мария Терезия, глубокий ум и государственную деятельность которой высоко оценивает Стефан Цвейг в своём известном историко-художественном романе «Мария-Антуанетта», велела своей дочери изменить своё отношение «…к женщине, к которой склонен король». Это ещё раз доказывает ту политическую и социальную важность, которую имела официальная фаворитка во Франции.
После смерти Людовика XV Дюбарри была арестована и заключена в монастырь, но скоро возвратилась в свой замок Марли, где продолжала жить с подобающей пышностью.
Для графини Дюбарри ювелир Бёмер изготовил ценное ожерелье, после смерти Людовика XV доставшееся мошенникам и ставшее причиной скандального дела.
Дюбарри вызывала почти всеобщую народную ненависть и считалась одним из символов преступлений «старого режима», хотя в действительности, — как и большинство других людей, близких к королевскому дому и ставших жертвами буржуазной революции — ни к каким одиозным политическим акциям причастна не была.
В период революции Дюбарри была предана суду и гильотинирована по обвинению в том, что якобы помогала эмигрантам и вступила в сношения с жирондистами — приверженцами Бриссо.
Образ Жанны Дюбарри нередко обыгрывался в кинематографе. Одним из наиболее заметных является фильм Эрнста Любича «Мадам Дюбарри», где героиню сыграла звезда немого кино — Пола Негри.